# Petinha-de-blyth
Petinha-de-blyth ou petinha-das-estepes (Anthus godlewskii) é uma ave da família Motacillidae. É bastante parecida com a petinha-de-richard, sendo um pouco mais pequena que esta espécie.
Esta espécie nidifica na Rússia oriental, na Manchúria e no Tibete. É uma ave migradora, que inverna habitualmente no subcontinente indiano, sendo muito rara na Europa.

## Subespécies
A espécie é monotípica (não são reconhecidas subespécies).